# Burglauenen
Burglauenen (896 m ü. M.) ist ein Dorf in der Gemeinde Grindelwald im Berner Oberland (Schweiz). Es liegt fünf Kilometer nordwestlich des Zentrums von Grindelwald an der Strasse und Bahnlinie von Grindelwald nach Interlaken.

## Infrastruktur
Burglauenen verfügt über eine Haltestelle der Berner Oberland-Bahnen. Die Schule musste aufgrund der tiefen Schülerzahlen geschlossen werden. Das Schulgebäude dient heute als Kindergarten.

## Sage
An der Stelle des heutigen Burglauenen soll sich gemäss Sage früher der Ort Schillingsdorf befunden haben. Zur Strafe, dass seine Einwohner einem Zwerg während eines Unwetters Unterschlupf verweigerten, wurde der gesamte Ort von einem Felssturz verschüttet. Verschont blieb ein einziges Haus, dessen Bewohner dem Zwerg gut gesinnt waren. Die Felsabbruchstelle, auf welche sich die Sage bezieht, ist heute noch erkennbar.

## Quelle
- Website der Gemeinde Grindelwald